# Rapides Parish
Das Rapides Parish (frz.: Paroisse des Rapides) ist ein Parish im Bundesstaat Louisiana der Vereinigten Staaten. Im Jahr 2020 hatte das Parish 130.023 Einwohner und eine Bevölkerungsdichte von 38 Einwohner pro Quadratkilometer. Der Verwaltungssitz (Parish Seat) ist Alexandria.

## Geographie
Das Parish liegt nordwestlich des geografischen Zentrums von Louisiana, ist im Westen etwa 80 km von Texas, im Osten etwa 100 km von Mississippi entfernt und hat eine Fläche von 3527 Quadratkilometern, wovon 102 Quadratkilometer Wasserfläche sind. Es grenzt an folgende Parishes:
| Natchitoches Parish | Grant Parish | La Salle Parish   |
| Vernon Parish       |              | Avoyelles Parish  |
| Allen Parish        |              | Evangeline Parish |

## Geschichte
Das Rapides Parish wurde 1807 als eines der 19 Original-Parishes gebildet.
78 Bauwerke und Stätten des Parish sind im National Register of Historic Places eingetragen (Stand 8. November 2017).

## Demografische Daten

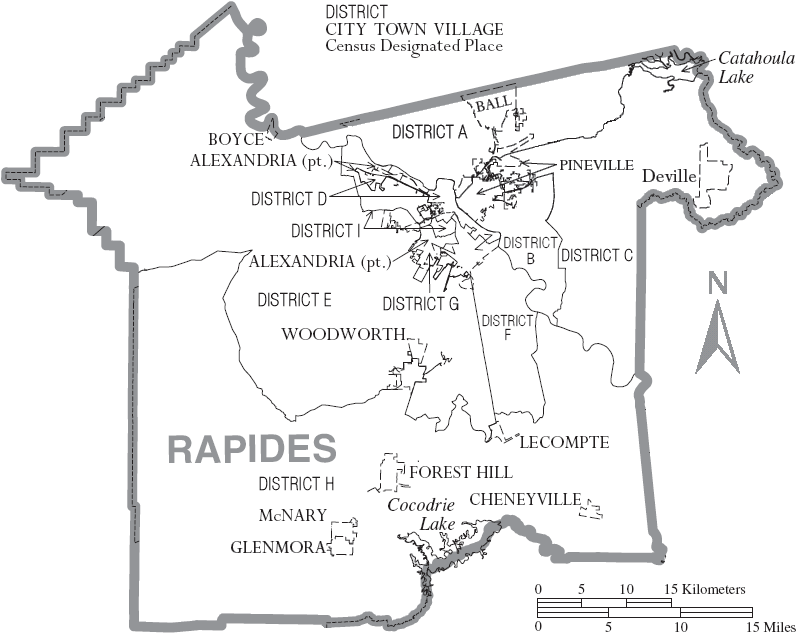
Karte des Rapides Parishes

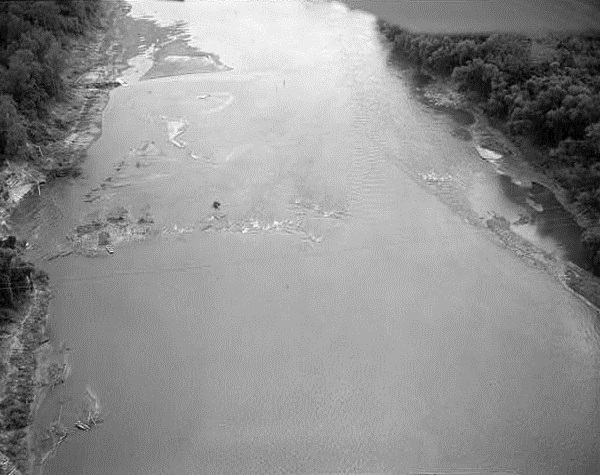
Gebiet des Bailey’s Dam, gelistet im NRHP mit der Nr. 76000973

Nach der Volkszählung im Jahr 2000 lebten im Rapides Parish 126.337 Menschen in 47.120 Haushalten und 33.125 Familien. Die Bevölkerungsdichte betrug 37 Einwohner pro Quadratkilometer. Ethnisch betrachtet setzte sich die Bevölkerung zusammen aus 66,51 Prozent Weißen, 30,43 Prozent Afroamerikanern, 0,74 Prozent amerikanischen Ureinwohnern, 0,86 Prozent Asiaten, 0,04 Prozent Bewohnern aus dem pazifischen Inselraum und 0,42 Prozent aus anderen ethnischen Gruppen; 1,01 Prozent stammten von zwei oder mehr Ethnien ab. 1,38 Prozent der Bevölkerung waren spanischer oder lateinamerikanischer Abstammung, die verschiedenen der genannten Gruppen angehörten.
Von den 47.120 Haushalten hatten 34,6 Prozent Kinder und Jugendliche unter 18 Jahre, die bei ihnen lebten. 49,7 Prozent waren verheiratete, zusammenlebende Paare, 16,8 Prozent waren allein erziehende Mütter, 29,7 Prozent waren keine Familien, 26,0 Prozent waren Singlehaushalte und in 10,3 Prozent lebten Menschen im Alter von 65 Jahren oder darüber. Die Durchschnittshaushaltsgröße betrug 2,56 und die durchschnittliche Familiengröße lag bei 3,09 Personen.
Auf das gesamte Parish bezogen setzte sich die Bevölkerung zusammen aus 27,2 Prozent Einwohnern unter 18 Jahren, 9,5 Prozent zwischen 18 und 24 Jahren, 27,9 Prozent zwischen 25 und 44 Jahren, 22,4 Prozent zwischen 45 und 64 Jahren und 13,1 Prozent waren 65 Jahre alt oder darüber. Das Durchschnittsalter betrug 36 Jahre. Auf 100 weibliche Personen kamen statistisch 91,7 männliche Personen. Auf 100 Frauen im Alter von 18 Jahren oder darüber kamen 88,0 Männer.
Das jährliche Durchschnittseinkommen eines Haushalts betrug 29.856 USD, das Durchschnittseinkommen der Familien betrug 36.671 USD. Männer hatten ein Durchschnittseinkommen von 29.775 USD, Frauen 20.483 USD. Das Prokopfeinkommen betrug 16.088 USD. 16,4 Prozent der Familien 20,5 Prozent der Bevölkerung lebten unterhalb der Armutsgrenze. Davon waren 26,3 Prozent Kinder oder Jugendliche unter 18 Jahre und 16,3 Prozent waren Menschen über 65 Jahre.

## Orte im Parish
- Afeman
- Alexandria
- Alexandria Junction
- Alfalfa
- Anandale
- Ball
- Barrett
- Barron
- Bennett Bay Landing
- Big Island
- Blanche
- Boyce
- Bringhurst
- Buckeye
- Calcasieu
- Campbell
- Castor Plunge
- Cedar Grove
- Chambers
- Cheneyville
- Clifton
- Cloverdale
- Clubhouse Landing
- Cooley
- Deville
- Dove Landing
- Echo
- Elmer
- Flatwoods
- Forest Hill
- Fort Buhlow
- Fort Randolph
- Gardner
- Glenmora
- Green Gables
- Hemphill
- Hester Landing
- Hineston
- Holloway
- Hot Wells
- Inglewood
- Kingsville
- Kolin
- Lamourie
- Latanier
- Lecompte
- Lee Heights
- Lena
- Libuse
- Longleaf
- McNary
- McNutt
- Meeker
- Melder
- Midway
- Moreland
- Otis
- Paradise
- Pearl
- Pine Coupee
- Pineville
- Pineville Junction
- Poland
- Rapides
- Rock
- Rodemacher
- Roxana
- Ruby
- Samtown
- Shady Oaks
- Sharp
- Sieper
- Sieps
- Smithville
- Stille
- Timber Trails
- Tioga
- Union Hill
- Walding
- Wardville
- Weil
- Westport
- Whittington
- Wilda
- Willow Glen
- Wilson Point
- Woodworth
- Zimmerman